# Тоннель под Крестовым перевалом
Тоннель под Крестовым перевалом или Тоннель Гудаури (англ. Gudauri Tunnel) — строящийся автомобильный тоннель в Грузии, пересекающий Большой Кавказский хребет. Строительство началось в 2021 году в рамках новой дороги Квешети—Коби, являющейся, в свою очередь, частью международного коридора «Север-Юг». После открытия тоннель будет миновать сложный участок Крестового перевала Военно-Грузинской дороги.

## Описание
Строительство тоннеля обсуждалось ещё в 1970-е годы, однако идея не была реализована.
В XXI веке о проекте тоннеля снова заговорили. 9 апреля 2012 года, президент Грузии Михаил Саакашвили в ходе визита в Казбеги заявил: «На строительство нового тоннеля, вероятно, понадобится три года, но после его завершения Казбеги станет маленькой окраиной Тбилиси. Это будет чудо, увязанное с Тбилиси чудо». Тем временем в Закавказье разворачивалось активное развитие инфраструктурных проектов для повышения транзитного и туристического потенциала стран региона. В Грузии было принято решение о глубокой модернизации автомагистрали  Мцхета—Степанцминда—Ларс, связывающее Россию и Грузию. В контексте этого был утверждён план строительства нового 23-километрового участка дороги Квешети—Коби, который призван сократить и обезопасить путь старой Военно-Грузинской дороги. В рамках проекта требовалось возвести 5 мостов и 5 тоннелей, включая 9-ти километровый Тоннель Гудаури. Этот тоннель является ключевым участком новой дороги Квешети—Коби, поскольку признан миновать опасный и труднопроходимый Крестовый перевал, который имеет сложный рельеф и часто подвергается лавинам, в следствии чего дорога нередко закрывалась. К тому же проект сократит время в пути на 1 час. Реализация проекта новой дороги Квешети—Коби началась в 2018 году.
Строительство тоннеля началось осенью 2021 года, с планами завершения на 2024 год. К работе приступила китайская компания China Railway Tunnel Group. Финансирование проекта осуществлялось с привлечением средств Азиатского банка развития и Европейского банка реконструкции и развития.
Для строительных работ в Китае был произведён инновационный тоннелепроходческий комплекс ТПК «Кавказ», который реализовал технологии, значительно повышающие эффективность проходки щита. Агрегат составляет 182 метра в длину и весит 3900 тонн. Максимальное усилие подачи при бурении достигает 22600 тонн, а мощность — 9900 кВт. По своему диаметру в проходке в 15,08 м установка является мировым лидером. Другой рекорд «Кавказа» — 426 метров продвижения в месяц — самая высокая скорость среди всех ТПК с большим диаметром. Показатель предыдущего лидера отрасли составлял всего 320 м.
Северный портал тоннеля находится у села Коби (42°33′20″ с. ш. 44°30′17″ в. д.), южный — у села Цкере (42°28′32″ с. ш. 44°32′03″ в. д.). Дорога от южного портала соединится с старой трассой у села Квешети. 
В апреле 2024 была завершена прокладка тоннеля, тем самым готовность всего проекта новой дороги Квешети—Коби составило 79%.